# Herbert Hagen
Herbert Martin Hagen (Neumünster, 20 september 1913 - Rüthen, 7 augustus 1999) was een Duitse oorlogsmisdadiger.
Hagen werd in 1933 lid van de SS. Hij klom al snel op in rang binnen de SS en ging ook werken voor de SD, waarmee hij in juni 1941 naar Frankrijk werd gestuurd. Daar werd hij SD-chef in Bordeaux.

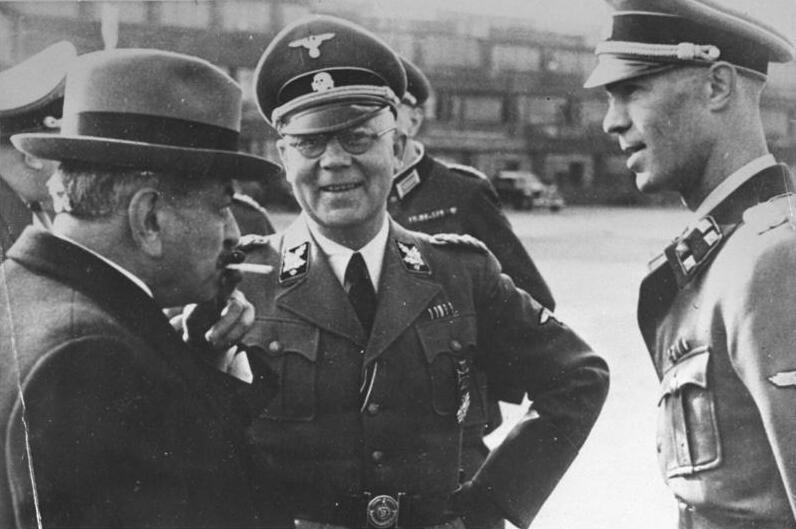
Hoofdkwartier van de Duitse fascisten in Parijs op 1 mei 1943. De Franse premier Pierre Laval (links) in gesprek met de obersten Chef der SS in Frankrijk, SS-Gruppenführer Carl Oberg (midden) en de SS-Sturmbannführer Herbert Hagen (rechts).

In 1942 werd hij de politieke assistent van Karl Oberg: de commandant van de SS en de politie in Frankrijk. Hij adviseerde Oberg over 'Joodse zaken'.
Na de Tweede Wereldoorlog werd Hagen op 18 maart 1955 bij verstek veroordeeld tot levenslange dwangarbeid door een Franse rechtbank.
Uiteindelijk werd hij pas in 1979 voor de rechtbank in Keulen gedaagd, samen met Kurt Lischka en Ernst Heinrichsohn. Ten tijde van het proces was Hagen directeur van het industriële bedrijf Industrie und Apparatbau en woonde in Warstein. Hagen werd op 11 februari 1980 veroordeeld tot een gevangenisstraf van twaalf jaren, maar werd al in 1985 vervroegd vrijgelaten.

## Militaire carrière
- SS-Sturmbannführer: 9 november 1941[1]

## Lidmaatschapnummer
- NSDAP-nr.: 4 583 139[1] (lid geworden 1 april 1937)
- SS-nr.: 124 273[1] (lid geworden oktober 1933)

## Decoraties
- Ehrendegen des Reichsführers-SS[1]
- Kruis voor Oorlogsverdienste, 2e Klasse met Zwaarden[1]
- SS-Ehrenring[2]